# Leitz (azienda)

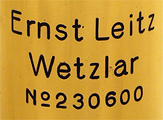
Marchiatura Leitz su un microscopio del 1924

La società Leitz fu un'azienda operante nel settore dell'ottica. Leitz viene fondata nel 1869 da Ernst Leitz come acquisizione della società di Carl Kellner fondata nel 1849 a Wetzlar Optischen Instituts. Presto divenne leader nella produzione di microscopi (come oggi), e dal 1924 anche di macchine fotografiche Leica, grazie alla passione del ingegnere ottico Oskar Barnack, che la ideò nel 1913 e la sviluppò fino al 1936. 
Dopo la fusione del 1986 e 1990 viene creato il Leica Gruppe, che viene chiuso nel 1996/97. Rimangono le società Leica Microsystems, Leica Camera e Leica Geosystems.

## Storia 1869-1920

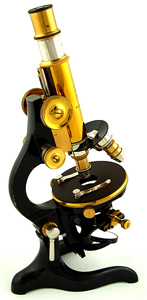
Microscopio Leitz (anno 1909)

Carl Kellner, meccanico e matematico autodidatta, aveva pubblicato nel 1849, il saggio Das orthoskopische Ocular, eine neu erfundene achromatische Linsencombination, "l'oculare ortoscopico, l'invenzione d'una nuova combinazione acromatica di lenti", in cui descriveva come aveva sviluppato una combinazione ottica. Questo oculare era stato in grado di creare un'immagine corretta, senza le distorsioni a quell'epoca comuni sui microscopi. Dopo la morte prematura di Kellner il 13 maggio 1855 la vedova aveva continuato l'attività aziendale.
Nel 1864, Ernst Leitz I, un meccanico nativo di Baden, si trasferì a Wetzlar e lavorò alla „Optischen Instituts“. Avendo un titolo di studio di montatore di strumenti per fisica e chimica, oltre ad anni di esperienza in orologerie svizzere, nel 1865 rilevò una quota della società e nel 1869 la rilevò totalmente, dandole poi il suo nome.
Costruì microscopi per biologia medica e per usi industriali, per la mineralogia. Vi fu un miglioramento delle caratteristiche dei microscopi fino ad allora noti, come ad esempio nel montaggio, illuminazione, ottica, ortoscopia oculare. Nel 1880 ebbe una capacità di 500 apparecchi l'anno. Nel 1887 diventarono 10.000, quattro anni dopo 20.000 e dal 1899 50.000. Il batteriologo Robert Koch nel 1907 ne ricevette il centesimo dalla Leitz. Paul Ehrlich, fondatore della chemioterapia, ricevette il 150.000º e il Premio Nobel Gerhard Domagk, sviluppatore dei sulfamidici, il 400.000º Leica-Instrument.
Alla fine dell'800 l'azienda era nota in tutto il mondo. All'inizio del '900 l'azienda introdusse l'orario di lavoro giornaliero di otto ore e l'assicurazione previdenziale per i dipendenti. Nel 1913 venne introdotto il primo microscopio binoculare. 
La prima guerra mondiale e il dopoguerra peggiorarono la situazione economica della società. La società di Wetzlar W. & H. Seibert entrò nel capitale nel 1917.
Ernst Leitz morì nel luglio 1920 e i figli proseguirono l'attività, con Ernst Leitz II.

## 1920-1970

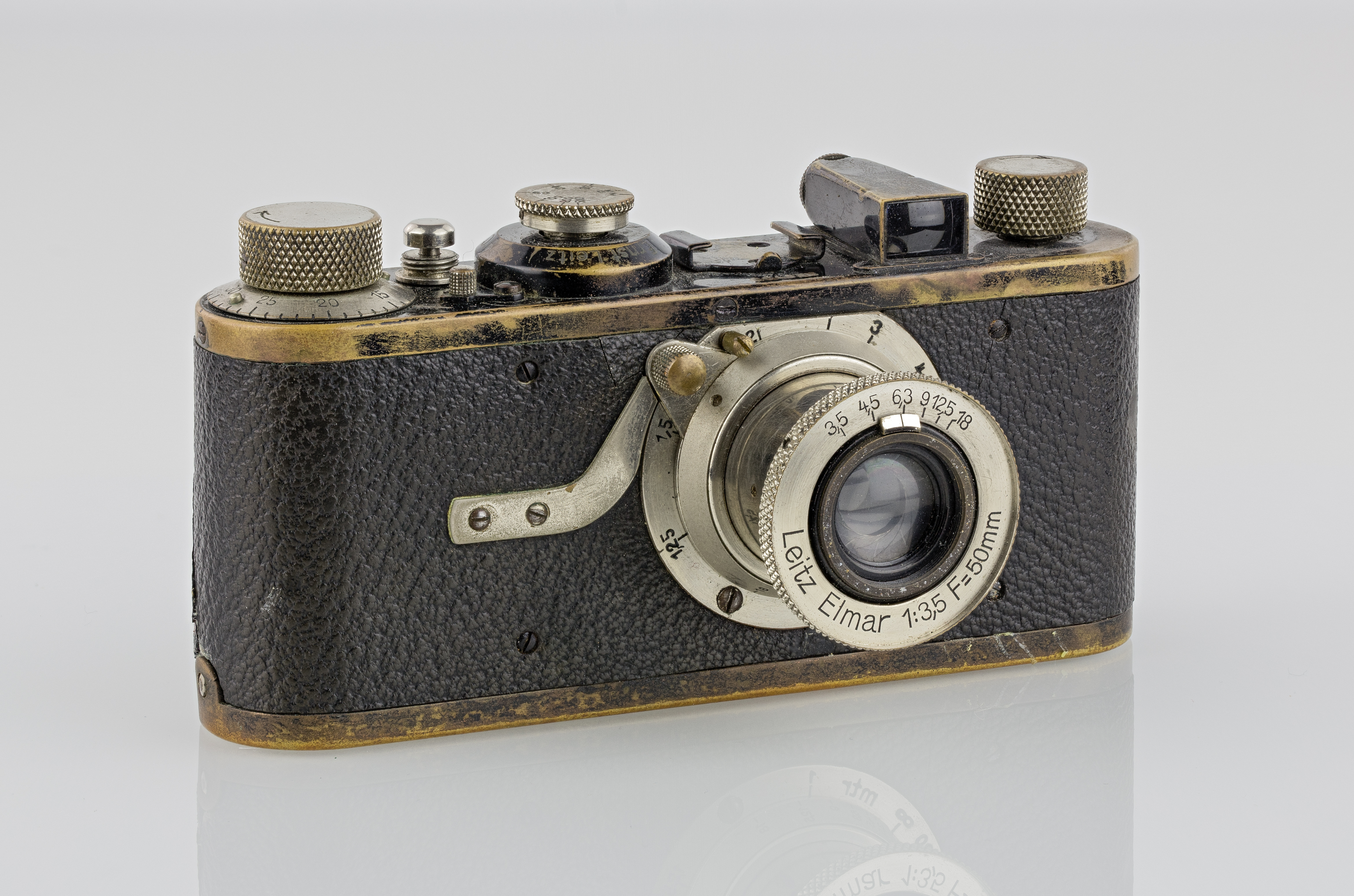
Leica I, 1927, con obiettivo Leitz Elmar 1:3,5 F=5 cm
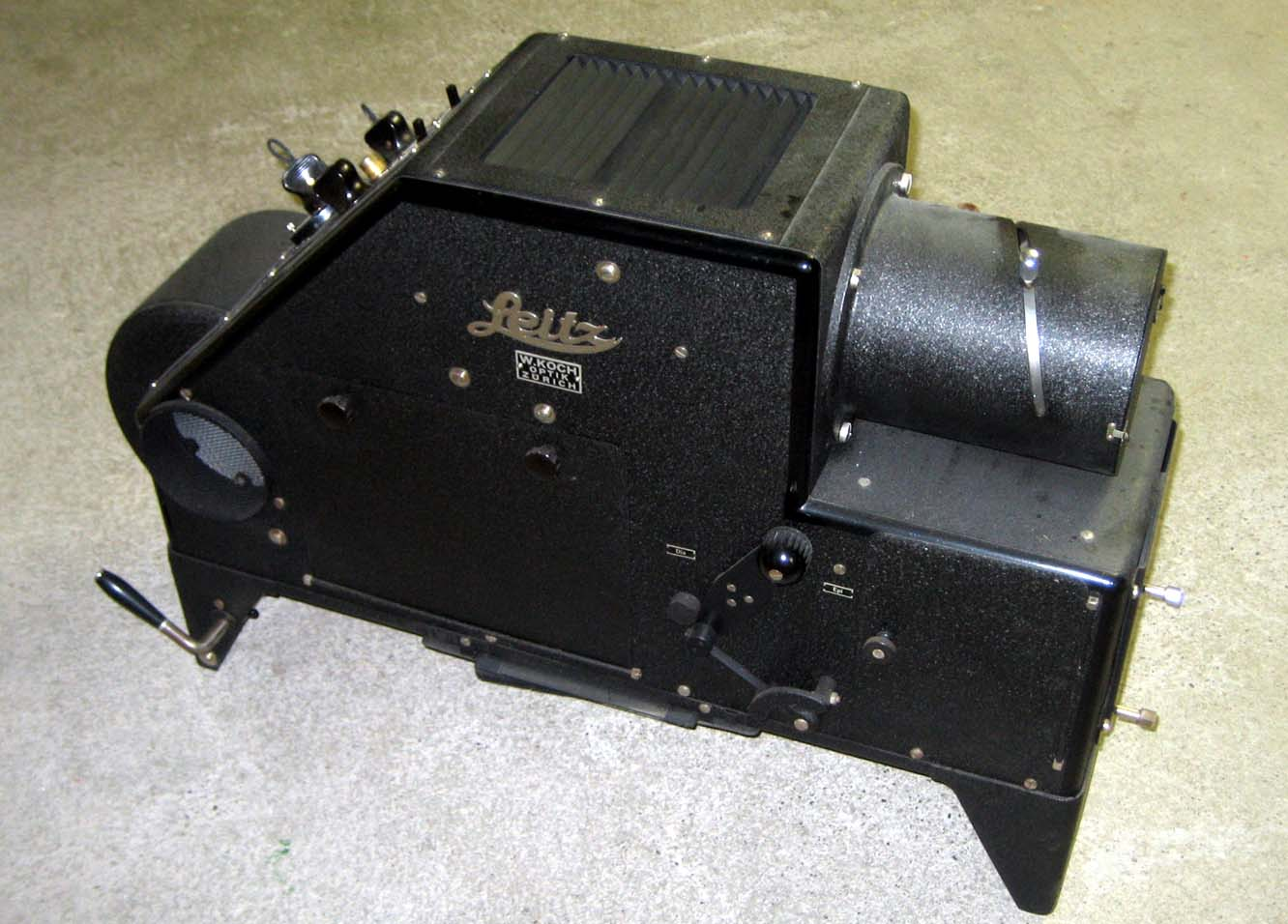
Episcopio di Leitz
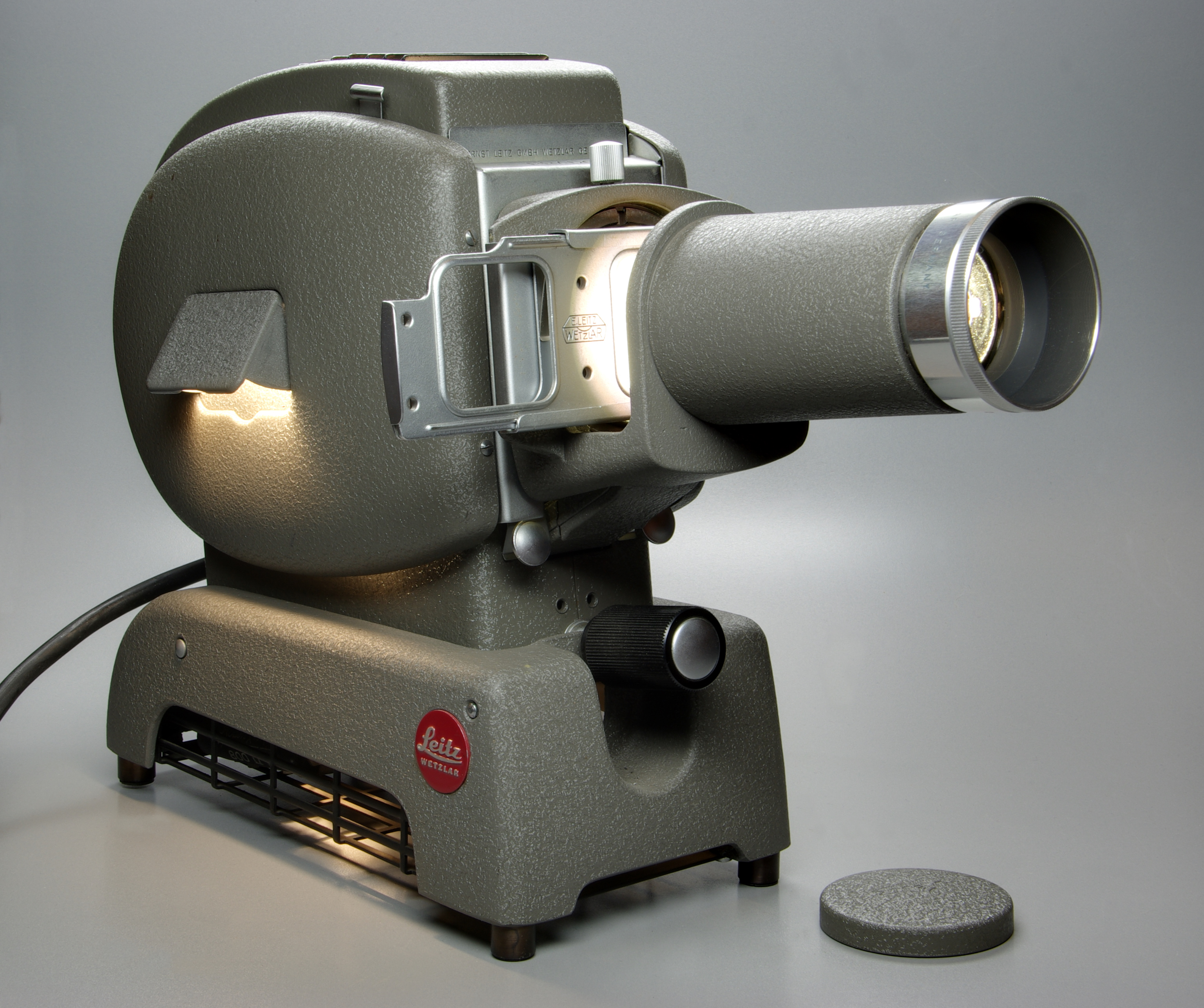
Leitz Prado proiettore di diapositive
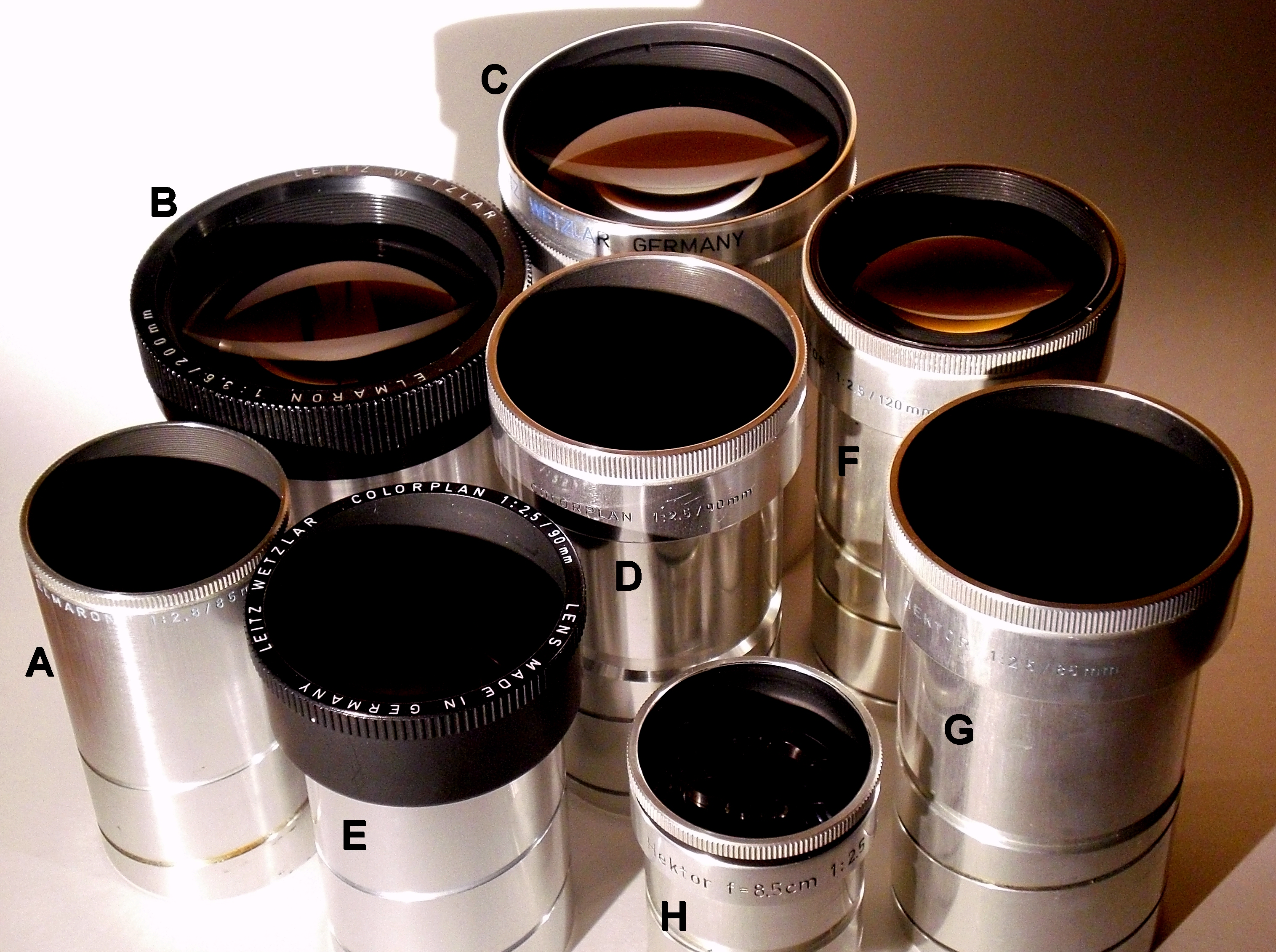
Elmaron (A–C), Colorplan (D/E), Hektor (F–H) obiettivi per proiettori
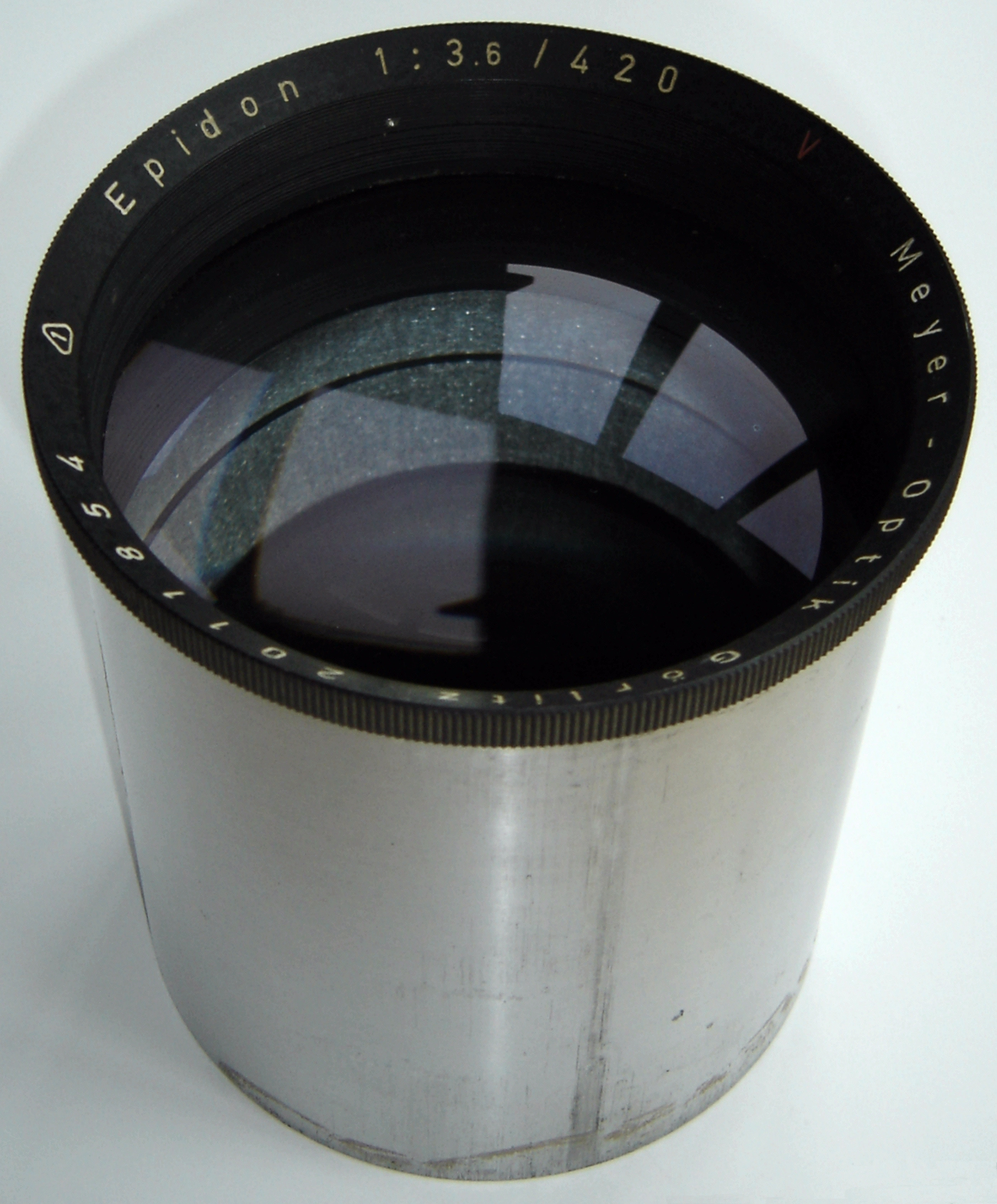
Epidon: Tripletta Cooke f3,6/420 come obiettivo per episcopio

Nel 1920 l'azienda aveva circa 1.400 collaboratori e nel 1956 circa 6.000. Ernst Leitz II decide nel 1924 di produrre la creazione del suo collaboratore Oskar Barnack in serie. Barnack fu lo sviluppatore dello standard 35 millimetri. Il rapporto d'aspetto (immagine) di 2:3 ideale, con 24 mm per larghezza 36 mm. Per questo tipo di pellicola venne sviluppata la macchina fotografica Kleinbildkamera apposita. Nacque così la Ur-Leica ovvero Leica Camera, presentata nella primavera del 1925 alla Fiera di Lipsia. Il successo fu enorme.
Nel 1925 seguì il microscopio polarizzatore. Nel 1931 il primo macroscopio per criminologia. Nel 1932 il primo microscopio a fluorescenza; tre anni dopo Max Berek sviluppò il fotometro.
Ernst Leitz II sostenne una politica di assunzioni a favore di persone di religione ebraica negli anni '30, in contrasto con il clima del nazionalsocialismo della Germania dell'epoca. La Ernst Leitz GmbH occupò al settembre 1942 195 lavoratori stranieri e nel gennaio 1945 arrivò a 989 lavoratori forzati: 643 „Ostarbeiter“, dall'Ucraina, e 316 „Westarbeiter“ da Francia e Benelux.
Vennero prodotti fino a metà del XX secolo ottiche pregiate e serie di proiettore di diapositive come la linea Prado o il Leitz-Episkop.
Entrarono nell'attività di famiglia i figli Ludwig, Ernst e Günther. Durante la seconda guerra mondiale l'azienda ebbe danneggiamenti e l'attività piena ripartì solo nel dopoguerra. Nel 1948 venne inaugurato un laboratorio per vetri ottici. Dal 1953 venne introdotta la microscopia ottica con l'aiuto di EDV. I figli di Leitz II succedettero al padre nella Ernst Leitz GmbH alla morte di questi nel 1956.

## Dal 1970

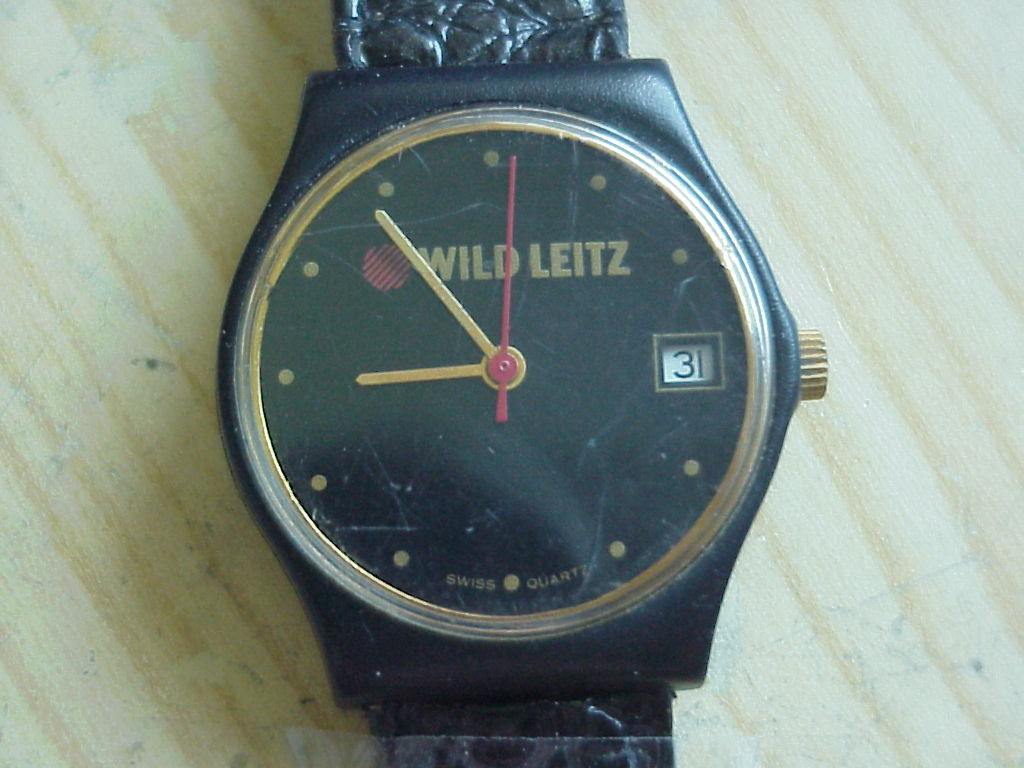
Orologio con logo Wild Leitz.

Agli inizi degli anni '70 la società si firma Ernst Leitz Wetzlar GmbH.
- 1972 viene siglato un accordo con il costruttore svizzero Wild Heerbrugg per lo sviluppo di microscopi. La Wild acquisirà il 25% di Leitz.
- 1974 ulteriore acquisizione da Wild del 26% della Leitz.
- 1987 viene fondata la WILD LEITZ con sede a Zurigo.
- 1989 viene rinominata la Wild Heerbrugg AG in Wild Leitz AG.[3][4]
- 1990 WILD LEITZ e Cambridge Instruments si fondono in LEICA Gruppe.
- 1990 la divisione Industrielle Meßtechnik (IMT) viene scorporata in Leitz Meßtechnik GmbH, di proprietà della Brown & Sharpe.
- 2003 viene acquisita dalla Hexagon AB e nominata Leitz Meßtechnik GmbH.
- 2005 dal 1º gennaio 2005 la Leitz Meßtechnik GmbH diventa Hexagon Metrology GmbH.[5]

Anche nel settore dei proiettori fotografici avvenne una cooperazione con la Kindermann GmbH. Nel 1982 presentano il Leitz-Kindermann-Magazin come caricatore di diapositive sul mercato. Uno dei più piccoli proiettori Leitz venne costruito con la Kindermann-Technik (Pradovit R 150, Pradovit RA 150) o dal 1988 al 1990 completamente approntato dalla Kindermann  (Pradovit 153/253). Fino al 1988 apparteneva tra Will e Wild Leitz. Will venne poi venduta alla Helmut Hund GmbH.
Nel 1990 Wild Leitz Holding AG si fonde con Cambridge Instruments Gruppe. Zu dieser Gruppe apparteneva Cambridge Instruments (fondata nel 1881 da Horace Darwin), la Jung di Heidelberger (fondata nel 1872), la viennese Optikfabrikant Reichert (fondata nel 1876) così come la divisione microscopia della americana Bausch & Lomb (fondata nel 1853) e American Optical (fondata nel 1847). La nuova società si chiamò Leica Plc.
Nel 1996/97 avviene lo smembramento del gruppo Leica: nel 1996 la Leica Camera con sede a Solms entra nella Borsa di Francoforte. La parte rimanente della società diventerà nel 1997 Leica Geosystems, con sede a Balgach in Svizzera, e Leica Microsystems. Leica Microsystems avrà ancora il diritto sul marchio Leica, mentre le altre società su licenza.